# Alba Segura Golferichs
Alba Segura Golferichs (Castelló d'Empúries, Alt Empordà, 26 de novembre de 1984) és una corredora de muntanya catalana.
La corredora del CE Universitari i de l'Associació Esportiva Matxacuca és una experimentada corredora de muntanya catalana que s'ha consolidat en aquesta especialitat esportiva. El maig del 2014 s'imposà a la 'Batega al Bac' de Planoles, i aconsegueix guanyar definitivament el Campionat de Curses de Muntanya del Ripollès. Anteriorment, el 2012 ja havia estat la primera classificada en la primera edició de la 'Cursa de la Marrana' prova amb un recorregut d'alta muntanya, amb sortida i arribada a l'estació de Vallter, i amb un desnivell positiu de 1.600 metres en 26 quilòmetres sense baixar de la cota 2.050. L'any 2012 i 2014 fou la vencedora en la modalitat 'Speed Trail Barcelona' de 21 quilòmetres de l'Ultra Trail de Barcelona, una prova en la qual els anys 2013 i 2015 aconseguí la segona posició. L'any 2014 Alba Segura es convertí en la guanyadora del 'Vall de Ribes XS'. L'any 2016 s'estrenà en el palmarès de l'Olla Vertical, una nova modalitat de l'Olla de Núria, que començava el seu recorregut aquell any, amb 1.600 metres de desnivell en només 6km. Alba Segura fou la primera vencedora de la història d’aquesta gran vertical, amb un temps de 1:33:02.